# برايان ر. جيمس
برايان ر. جيمس (بالإنجليزية: Brian R. James)‏ هو فنان أمريكي، ولد في 26 نوفمبر 1974 في فيلادلفيا في الولايات المتحدة.